# México al chile
México al chile. Humor y política sin censura es un libro escrito y diseñado por Fabián Giles editado por Aguilar en junio de 2012.
La primera edición consta de 10 mil ejemplares y tiene una distribución nacional. 

## Contexto histórico
El libro es una recopilación del trabajo gráfico del autor Fabián Giles durante 5 años de publicaciones de Humor Político en el periódico Milenio Diario
en la sección QRR editada por Jairo Calixto Albarrán donde se exponen diversos temas y situaciones de la Política en México por medio del uso del fotomontaje
para relatar los sucesos de la vida política nacional con un toque de Humor,  Sarcasmo y Crítica política

## Personajes
- Enrique Peña Nieto
- Felipe Calderón Hinojosa
- Vicente Fox Quesada
- Andrés Manuel López Obrador
- Marcelo Ebrard Casaubón
- Elba Esther Gordillo
- Josefina Vázquez Mota
- Humberto Moreira
- Javier Lozano Alarcón
- Ernesto Cordero
- Gabriel Quadri
- Carlos Salinas de Gortari
- Leonardo Valdés Zurita
- Jesus Ortega
- Alejandro Encinas Rodríguez
- Roberto Madrazo
- Guadalupe Acosta Naranjo
- Sub Comandante Marcos
- Carlos Romero Deschamps
- Gustavo Madero
- César Nava
- Marta Sahagún
- Diego Fernández de Cevallos
- Manlio Fabio Beltrones
- Jesús Zambrano
- Gerardo Fernández Noroña
- Margarita Zavala
- Arturo Montiel
- Antonio Solá
- Roberto Gil Zuarth